# 1677 au théâtre
| Années du théâtre : 1674 - 1675 - 1676 - 1677 - 1678 - 1679 - 1680    |
| Décennies du théâtre : 1640 - 1650 - 1660 - 1670 - 1680 - 1690 - 1700 |

## Événements
- 31 mai : Armande Béjart, veuve de Molière, épouse l'acteur Isaac-François Guérin d'Estriché.

## Pièces de théâtre publiées
- L'Homme franc (The Plain-Dealer), comédie de William Wycherley, Londres, Thomas Newcomb pour James Magnes et Richard Bentley.

## Pièces de théâtre représentées
- 1er janvier : Phèdre, tragédie de Jean Racine,  Paris, Hôtel de Bourgogne.
- 4 janvier : Phèdre et Hippolyte, tragédie de Nicolas Pradon,  Paris, Hôtel de Guénégaud.
- 17 mars : The Rival Queens, or the Death Of Alexander the Great, tragédie de Nathaniel Lee, Londres, Théâtre de Drury Lane.
- 24 mars : L'Écumeur (The Rover), comédie d'Aphra Behn, Londres, Théâtre de Dorset Garden.
- 17 décembre : Électre, tragédie de Nicolas Pradon,  Paris, Hôtel de Guénégaud.
- 18 octobre : De Getrouwe Panthera (La Panthère fidèle), tragédie de Barbara Ogier, suivie par De traegheydt [La paresse], une des pièces de Willem Ogier de sa série Les Sept Péchés capitaux, Anvers, chambre de rhétorique De Violieren.
- Crispin gentilhomme de Montfleury, Paris, Hôtel de Bourgogne.

## Naissances
- 1er janvier : François-Joseph de Lagrange-Chancel, auteur dramatique et poète français, mort le 26 décembre 1758.
- Vers 1677 : 
  - George Farquhar, auteur dramatique irlandais, mort le 29 avril 1707.

## Décès
- 29 octobre : Charles Coypeau, dit d'Assoucy.
- 24 décembre : Jacques de Coras, poète et auteur dramatique français, né en 1625.